# Kalanchoideae
Kalanchoideae es una subfamilia de plantas con flores de la familia Crassulaceae. Tiene una sola tribu, Umbiliceae, que contiene los siguientes géneros: Cotyledon, Pistorinia, Adromischus, Umbilicus, Chiastophyllum, Mucizonia, Kalanchoe y Bryophyllum